# Hasan Ali Mansur
Hasan Ali Mansur, pers. حسنعلی منصور (ur. w kwietniu 1923, zm. 27 stycznia 1965) – irański polityk, premier Iranu w latach 1964–1965.

## Życiorys
Był synem polityka Alego Mansura, dwukrotnego premiera Iranu. Również rodzina jego matki należała do najbardziej wpływowych w kraju. Hasan Ali Mansur ukończył studia w zakresie nauk politycznych w Teheranie, po czym został zatrudniony w ministerstwie spraw zagranicznych. Przed podjęciem pracy odbył podróż po Europie, gdzie poznał Amira Abbasa Howejdę, ówcześnie młodego dyplomatę, z którym przez całe życie przyjaźnił się i współpracował. Razem z nim został skierowany do irańskiej placówki dyplomatycznej w Stuttgarcie. W ciągu kolejnych lat pracował na różnych stanowiskach w służbie dyplomatycznej. W 1957 wrócił do kraju i stanął na czele rady ekonomicznej powołanej przez premiera Manuczera Eghbala.
W marcu 1964, po dymisji Asadollaha Alama, Hasan Ali Mansur został nowym premierem Iranu. Utworzył pierwszy w historii kraju gabinet złożony z technokratów i specjalistów wykształconych na zachodnioeuropejskich uczelniach. Wszyscy oni popierali program modernizacji kraju – białą rewolucję Mohammada Rezy Pahlawiego. Z inicjatywy szacha premier został również przewodniczącym partii Nowy Iran, która zastąpiła Partię Narodową w fasadowym systemie dwupartyjnym.
Jeszcze w tym samym roku Mansur doprowadził do przyjęcia przez parlament irański ustawy faktycznie nadającej całkowity immunitet amerykańskim doradcom przybywającym do kraju. Krok ten został ostro skrytykowany przez duchownych szyickich, którzy protestowali przeciwko projektowi ustawy jeszcze za urzędowania poprzedniego gabinetu. Aby przekonać do siebie opozycję, premier doprowadził do zwolnienia jednego z najpopularniejszych ajatollahów, Ruhollaha Chomejniego, który przebywał w więzieniu od zamieszek w czerwcu 1963, gdy wzywał do wystąpień antyrządowych i krytykował w całości białą rewolucję szacha. Wychodząc na wolność, Chomejni miał zobowiązać się do wycofania z polityki, jednak w praktyce po wyjściu z więzienia ponownie zaangażował się w aktywność opozycyjną i antyrządową. Wezwał do bojkotu wyborów w październiku 1964, w których pierwszy raz miały brać udział kobiety, krytykował również projekty ustaw gwarantujących immunitet amerykańskim wojskowym i dotyczących kolejnej amerykańskiej pożyczki na rozbudowę wojska irańskiego. Mansur postanowił wówczas zmusić go do wyjazdu z kraju. Chomejni został deportowany do Turcji, a stamtąd udał się do Nadżafu, kontynuując za granicą działalność opozycyjną.
Z powodu decyzji o wygnaniu swojego przywódcy zwolennicy Chomejniego zorganizowali zamach na życie premiera. 21 lutego 1965, gdy Mansur udawał się do Madżlesu, został na ulicy postrzelony przez 18-letniego Mohammada Bocharaja, członka organizacji Fedaini Islamu. Odwieziony do szpitala, znalazł się pod opieką najlepszych lekarzy w kraju, zmarł jednak po kilku dniach, 26 lutego. Kierowanie rządem i partią Nowy Iran przejął po nim Amir Abbas Howejda.